# Distel-Salbei
Der Distel-Salbei (Salvia carduacea) ist eine Pflanzenart aus der Gattung Salbei (Salvia) innerhalb der Familie der Lippenblütler (Lamiaceae). Sie kommt nur von Kalifornien bis zum mexikanischen Golf von Kalifornien vor.

## Beschreibung

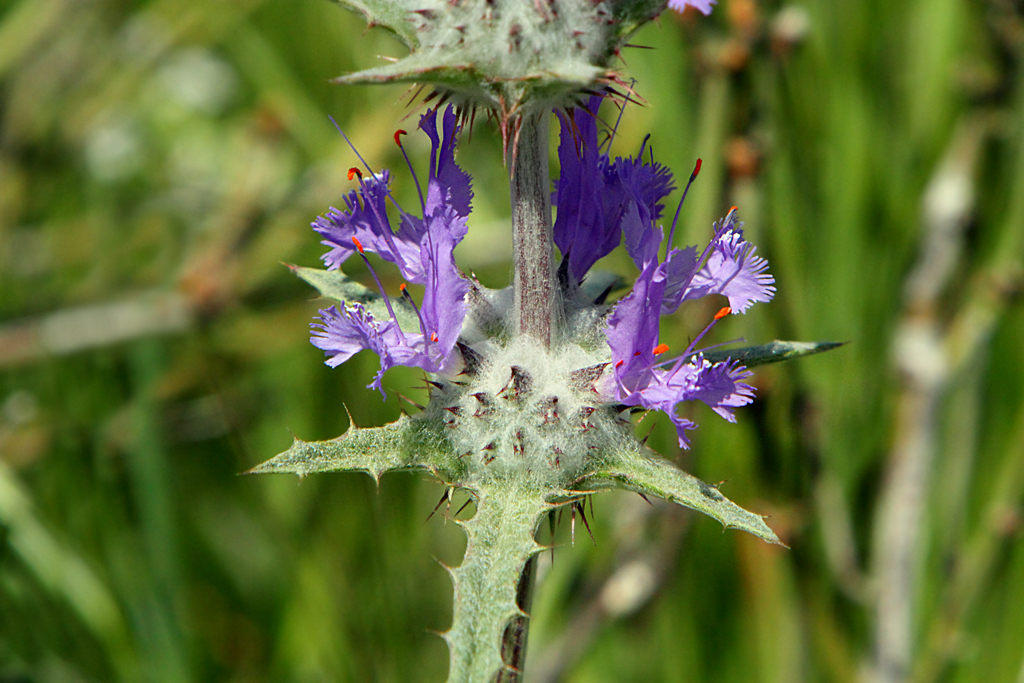
Blütenstand

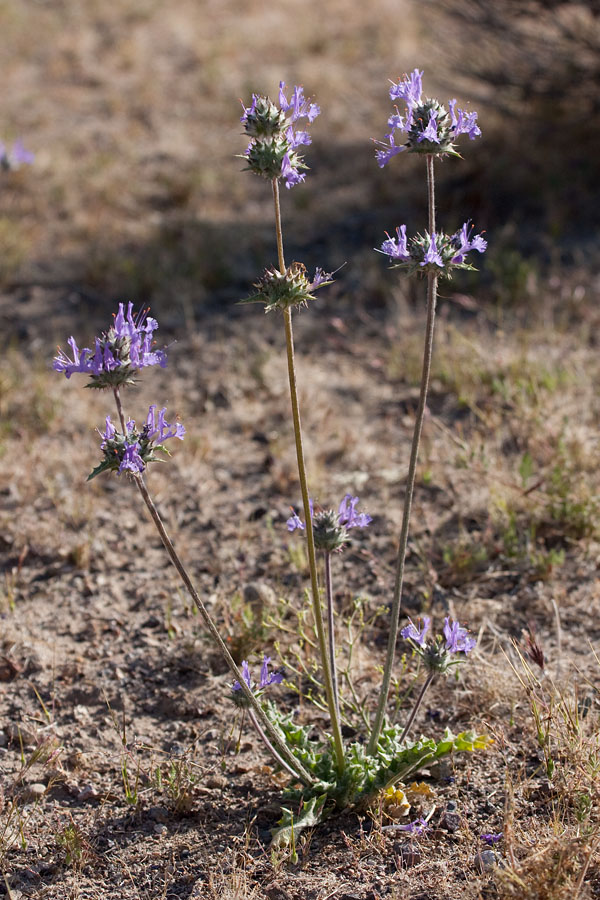
Habitus

### Vegetative Merkmale
Der Distel-Salbei wächst als einjährige, krautige Pflanze, die je nach verfügbarem Wasser Wuchshöhen von 15 bis 100 Zentimetern erreicht. Aus einer grundständigen, lockeren Blattrosette wachsen ein oder mehrere unverzweigte, straff aufrechte Stängel.
Die grundständigen Laubblätter sind mehr oder weniger sitzend. Die weißwollig behaarte Blattspreite ist bei einer Länge von 3 bis 30 Zentimetern verkehrt-lanzettlich, distelartig, fiederspaltig und kurzstachelig gezähnt. Die Blätter duften aromatisch nach Zitronengras.

### Generative Merkmale
Die Blütezeit nach dem kalifornischen Winterregen dauert einige Wochen lang und reicht von März bis Juni. Der endständige, aufrechte, traubige Blütenstand trägt ein bis vier dichte, in weitem Abstand angeordnete, 2 bis 4 Zentimeter große, kopfförmige Scheinquirle, die von lanzettlichen, kammförmig gezähnten, abstehenden Tragblättern seitlich überragt werden.
Die zwittrige Blüte ist zygomorph und fünfzählig mit doppelter Blütenhülle. Die 10 bis 15 Millimeter langen, dicht und langwollig behaarten Kelchblätter haben an ihre Spitze einen langen Stachel. Die fünf 20 bis 25 Millimeter langen, lavendelfarbenen  Kronblätter sind röhrig verwachsen und zweilippig. Die etwa 8 Millimeter lange Kronröhre hat einen Durchmesser von etwa 1 Millimeter und weitet sich in eine genagte bis gezähnelte, gespaltene obere Kronlippe und eine dreilappige untere Kronlippe, deren großer, fächerförmiger Mittellappen am Rand gefranst ist. Die Blüten verströmen einen süßlichen, honigartigen Duft.
Es sind zwei Paare Staubblätter vorhanden. Die zwei Staubblätter mit den längeren Staubfäden sind an der Basis der unteren Kronlippe angewachsen und ragen aus der Blütenkrone heraus. Die zwei Staubblätter mit den kürzeren Staubfäden sind mit der Basis des längeren Paares verbunden und mit ihren Staubbeuteln am Scheitel der Kronröhre angeordnet. Die Staubbeutel der kürzeren Staubblätter sind kleiner als die der längeren Staubblätter, wobei die Pollen der beiden Staubbeutelpaare morphologisch nicht voneinander unterscheidbar sind. Alle vier Staubbeutel sind auffällig orangefarben. Der Fruchtknoten ist vierlappig. Der einzelne Griffel ist etwa so lang wie die längsten Staubblätter. Das Nektarium befindet sich unterhalb des Fruchtknotens und produziert Tag und Nacht Nektar. Die Klausenfrucht zerfällt in vier, etwa 2,5 Millimetern lange, eiförmige, weißliche, hellbraun gesprenkelte Klausen.

### Chromosomensatz
Die Chromosomengrundzahl ist x = 16. Es liegt Diploidie vor, also eine Chromosomenzahl von 2n = 32.

## Ökologie
Die Blüten des Distel-Salbeis sind melittophil und werden von Honigbienen, Hummeln und anderen Wildbienen bestäubt. Wenn die untere Kronlippe durch das Gewicht einer Biene niedergedrückt wird, werden die Staubfäden zu den seitlichen Teilen der Blüte gespreizt, was der Biene den Zugang zum Nektar ermöglicht und die Staubbeutel in Kontakt mit dem Bienenkörper bringt. Teilweise durchbeißen Bienen und Schmetterlinge die enge Blütenkrone aber auch von der Seite, um direkt an den Nektar zu gelangen („Nektarraub“). Schwärmer trinken vom Nektar, tragen aber wahrscheinlich nicht zur Bestäubung bei. Gelegentlich besuchen auch Kolibris die Blüten, kommen aber ebenso wenig mit Narben und Staubbeuteln in Berührung.

## Vorkommen
Der Endemit Salvia carduacea kommt vom kalifornischen San Joaquin Valley, ostwärts bis zu den westlichen Teilen der Mojave- und der Colorado-Wüste und südwärts bis in den nördlichen Teil des mexikanischen Bundesstaates Baja California vor.
Salvia carduacea gedeiht auf sandigen, kiesigen Böden an offenen, vollsonnigen Standorten von Meereshöhe bis in Höhenlagen von 1400 Metern. Sie ist oft mit anderen einjährigen Arten wie dem Kalifornischen Mohn und dem gelbblühenden Bigelows Mädchenauge sowie mit kalifornischen Grasarten der Gattung Nassella aus der Tribus Stipeae vergesellschaftet.

## Systematik
Die Erstveröffentlichung von Salvia carduacea erfolgte 1833 durch den britischen Botaniker George Bentham in Labiatarum genera et species, S. 302. Der artspezifische Namensteil carduacea bedeutet „Distel-, distelartig“.
Salvia carduacea wird wie die Kalifornische Chia der Salvia-Untergattung Audibertia zugeordnet. Diese enthält 20 in Nordamerika beheimateten Arten, mit dem Zentrum der Artenvielfalt in der Wüste des Großen Beckens.

## Verwendung
Der Distel-Salbei kann im Gegensatz zu einigen mehrjährigen kalifornischen Salbeiarten (beispielsweise Salvia dorrii) auch im gemäßigten Klima Mitteleuropas als Zierpflanze kultiviert werden. Dazu werden die Pflanzen ab März im Haus vorgezogen und im Juni nach draußen in durchlässige, kiesige Erde gepflanzt. An einem vollsonnigen Standort sind sie bis zu 45 Zentimeter hoch und blühen etwa sechs Wochen lang.
Traditionell ernteten indigene Völkern die Samen des Distel-Salbeis. Die Samen wurden mit anderen Samen gemischt, dann gemahlen zu essbarem Brei verarbeitet. Mit den gemahlenen Samen wurde auch Weizenmehl gewürzt.